# アンガーマネジメント

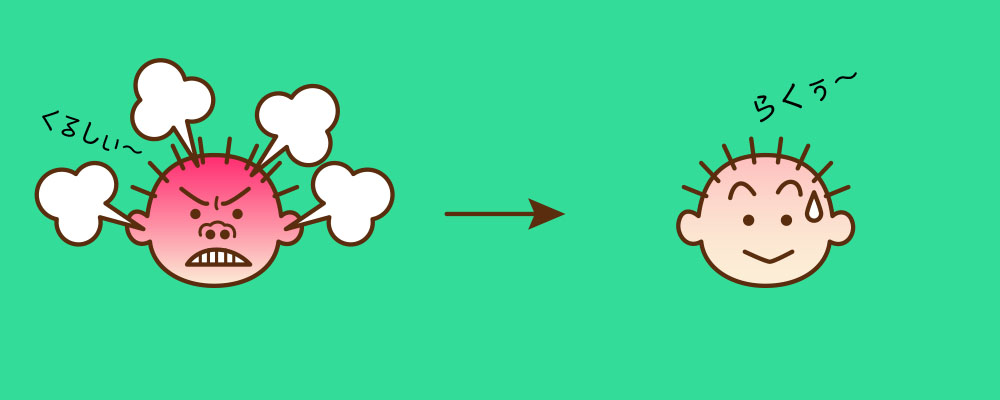
アンガーマネジメントのためのイメージイラストです。

アンガーマネジメント（Anger management）とは、怒りを予防し制御するための心理療法プログラムであり、怒りを上手く分散させることができると評価されている。怒りはしばしばフラストレーションの結果であり、また自分にとって大事なものを遮断されたり妨害された時の感情でもある。怒りはまた、根底にある恐れや脆弱感に対する防衛機制でもある。アンガーマネジメント・プログラムでは、怒りは定義可能な理由によって生じる、論理的に分析可能な強い感情であり、適切な場合には前向きにとらえてよいものだと考えられている。
「怒りは誰もが経験する感情だ。怒りが重大な懸念事項となるのは、それがあまりにも頻繁に、強烈に、長い時間、発生し続ける場合だけだ。」- レイモンド・W・ノヴァコ（1984年）

## 概要
「怒ることは誰にでもできる。ただ怒るのは簡単なことである…しかし適切な相手に、適切な程度に、適切な場合に、適切な目的で、適切な形で怒ることは容易ではない。」- アリストテレス

アンガーマネジメントの究極の目標は、怒りが深刻な問題にならないように上手く制御し、管理することである。怒りとは、何かに反応して呼び起こされる強い感情である。怒りの問題は、扇動する（そそのかす）側と扇動される（そそのかされる）側がどちらも対人関係において自制心を保つ技術や社会的技術をもたないために生じる。このような人々に対しては、怒りへの反応を訓練することにより、怒りが必要だと反応するのではなく、怒りは不要であり不快であると感じるようにすることができる。怒りのスイッチを切る方法としては、見なかったことにすること、または許すこと等がある。十分な睡眠、運動、正しい食事も怒りを予防する上で有効である。上手くアンガーマネジメントができない人々を治療する専門家としては、作業療法士、精神衛生カウンセラー、薬物およびアルコール・カウンセラー、ソーシャルワーカー、心理学者、精神科医などが存在する。

## 歴史
怒りの負の影響は歴史を通じてずっと観察されてきた。古代の哲学者、宗教家、そして現代の心理学者たちは、一見抑えがたく思われる怒りに対処するための助言を行ってきた。古代ローマの哲学者セネカは『怒りについて』で、怒りやすい人々に対し、対立的な状況における先制防御、他者視点取得（相手の立場にたって考えること）、そして怒りを増長させないことなどを助言している 。他の哲学者たちは、セネカとガレノスの教えを反復し、怒りを抑える手助けとなる師を得るよう推奨している 。中世では、神が自制の理想像として、また怒りによって引き起こされた論争を調停する者として機能していた。また、地方統治者が民間人の怒りを仲裁するといった話も聖人伝に多く記載されている。中でも有名なのが、アッシジのフランチェスコの「グッビオの狼」という逸話である。
現代では、「怒りを制御する」という概念は心理学者の研究に基づいたアンガーマネジメント・プログラムに応用されている。古典的な精神療法に基づいたアンガーマネジメントによる介入は、1970年代から始まっている。例えばノヴァコ（Raymond Novaco）は、認知行動療法（Congnitive Behavioral Therapy, CBT）による介入を用いて不安治療に成功したドナルド・マイケンバウムの影響を受け、アンガーマネジメントのためのストレス免疫訓練の内容を修正した。ストレスと怒りはよく似ているため、そのような修正を行うことにより、治療を成功させる分岐点を設けることができた。ストレスと怒りは、どちらも外的刺激から生じ、内部プロセスにより調整され、適応または不適応のどちらかの形で表現される。マイケンバウムと後のノヴァコは、患者の総合的な健康状態を向上させるため、怒りに関連した感情を経験させるという各プロセスを用いた。

## 問題が深刻化する潜在的原因

### 医学的原因
薬物中毒、アルコール中毒、精神障害、生化学的変化、PTSD（心的外傷後ストレス障害）により、他者に対して攻撃的に行動する人格となる可能性がある。攻撃性に直面した時に自らを制御できる高いスキルを持っていなければ、望ましくない結果が生じかねない。このような問題は怒りが増大した際に生じることが多いが、あまり知られていないその他の原因によって負の行動をとる場合もある。例えば長期的な怒り、または激しい怒り、フラストレーションによって頭痛、消化不良、高血圧、心臓病などといった体調不良が引き起こされる場合がある。また、不安や鬱といった精神障害が怒りの感情にうまく対処できない原因となっている場合もある。怒りの爆発は、不幸な状態や鬱状態に対処するための手段かもしれないのだ。
片頭痛について：頻発する片頭痛は、攻撃性の度合と関連することがあり、アンガーマネジメントが必要となる場合がある。2013年の研究では、幼い子ども（平均11.2歳）の怒りに関する問題と片頭痛の関連性について調査が行われた。被験者は片頭痛の頻度が低い／中程度／高い／慢性的のいずれかに分類された。その結果、怒りや攻撃性を抑制し、爆発させないようにしている被験者ほど、片頭痛の頻度が高い傾向にあることが分かった。実際、片頭痛の頻度が低いと分類された子どものほうが、より多く怒りを表現していた。

### 社会心理的原因
ストレス、虐待、厳しい社会情勢、貧しい家庭事情、貧困といった心理社会的原因が怒りの問題を引き起こすこともある。

### トラウマ（精神的外傷）
トラウマ、特に性的なトラウマをもつ場合、アンガーマネジメントの問題が生じることがある。

## 治療の種類
有効なアンガーマネジメント・テクニックとしては、リラクゼーション・テクニック、注意深い呼吸運動、認知の改善、イメジェリー（患者をくつろがせ、様々なイメージを思い描かせることによって症状をやわらげる治療）（例：Stosny博士のヒーリング・イメジェリー：なぜ、どうして怒りで反応したのかを自分に明確に説明し、優しさと思いやりを自己愛に付け加えることで共存症の段階を解消する治療）、問題解決、コミュニケーション向上戦略、対人スキル（DEAR MAN & GIVE）などが挙げられる。
以下は実証研究に基づいたアンガーマネジメント治療の特定形式である。一部の研究では、心理学者が限定的な結果だと感じるかもしれない古い自己レポート検証を行っている。人は他者から怒りやすい人だと思われたくないため、社会が望む行動形式に合うよう回答を変えている可能性があるためだ。

### PREP（Prevention and Relationship Enchantment Program）
PREP（Prevention and Relationship Enchantment Program）は、空軍家族を対象とする研究で用いられたプログラムである。各家族は関係満足度とアンガーマネジメント・スキルに焦点を当てることにより、伝統的なmulti-couple group format（M）か、self-directed book version（SD）のいずれかに割り振られた。関係満足度とアンガーマネジメント・スキルのどちらに関しても、時間と関連した顕著な主効果が得られた。関係満足度（テスト前：M = 49.8, SD = 17.6；テスト後：M = 53.8, SD = 17.6, F(1, 76) = 6.91, p < .01）アンガーマネジメント・スキル（テスト前：M = 32.2, SD = 4.2；テスト後：M = 34.6, SD = 4.0, F(1, 74) = 31.79, p < .001）。
Self-directed book versionでは、ポジティブな結果は確認されなかった。関係を通じた暴力が発生しないようにするには、カップルのアンガーマネジメント・スキル向上が必要不可欠なステップである可能性がある。

### 認知行動療法
認知行動療法（Cognitive Behavioral Therapy＝CBT）は、アンガーマネジメント治療においてよく用いられる。患者の感情をオープンにし、特定タスク（この場合は怒りの制御）を達成させることにより、患者は認知的動機を得るため、自分の行動に対し上手くスキルを使用できるようになる。
研究では、CBTを組み合わせた混合療法を用いることにより、他の療法への参加者／患者たちと同様、アンガーマネジメント・テクニックの効果的な使用が増え、患者たちは自分の怒りを上手く制御できるようになったと感じていることが分かった。このような人格変化は攻撃性低下につながり、暴力行為も減らすことができる。また、遊戯療法も併用すると子どもの怒りの問題に対処する上で有効であることも確認された。

### ポジティブ・メンタライゼーションと自己発達
怒りを爆発させる生徒むけに、小学校でよく用いられる方法である。幼い生徒たちが怒る理由を調査した研究者たちは、よくある原因が社会不適応にあることに気づいた。この研究のために選ばれた生徒たちは1週間、毎日1時間のセッションを受けた。メンタライゼーション・プログラムの研究者たちは、ポジティブ心理学の集団療法を用いて子どもたちを教育し、交流中に子どもたちが幸せな雰囲気を感じられるような活動を試みた。1週間の終わりに、研究結果から怒りと社会適応の間には負の相関関係があることが分かった。このプロセスにより、社会不適応を原因とする生徒の怒りのレベルは全体的に低下した。
自己発達法（personal development＝PD）を用いることにより、自分をより高く評価し、高い自尊心が得られるようになった。攻撃性は低い自己信頼の現れであり、周囲の人々が自分を気にかけてくれず、また支えてくれないと感じた結果であることが確認された。従って、PDは患者の自己認識を変える上で必要不可欠な手段であるといえる。

### アンガー・ジャーナル（怒りに関する日記）をつける
自分自身の感情を理解することは、自分の怒りに対処する方法を学ぶ上で重要である。実際に自分の負の感情を「アンガー・ジャーナル」に書きとめた子どもたちは、自分の感情をより良く理解できるようになり、攻撃性が徐々に低下した。子どもたちに感情に対処する方法を教える最も良い方法は、特定レベルの怒りを引き起こす具体例を示すことだった。子どもたちはなぜ怒りを感じるのかを理解することで将来そのような行為を避けることができるし、怒りを引き起こす典型的な事例を知ることで、自分が経験するであろう感情に対する心構えができる。
この方法を小学校で実行することの必要性を示すだけの十分なエビデンスはないが、このツールは治療においてよく使用されており、子どもたちは自分の負の感情や怒りを書きとめ、自分の立ち位置を再確認することができるため、暴力に訴えたり攻撃的な行動をとったりする代わりに、自分の気持ちを落ち着かせる時間をもつことができる。

### エビデンスに基づいたその他のアプローチ
アンガーマネジメントによる介入は、認知行動療法のテクニックに基づき、3段階のプロセスによって実施される 。最初に患者が学ぶのは、怒りの感情が潜在的に生じる可能性のある状況を特定することである。怒りが生じる状況は、よく「アンガー・キュー（怒りのきっかけ）」と呼ばれる。潜在的なきっかけを避けることができれば、望まない感情爆発を避けることができるだけでなく、内なる葛藤も避けることができる。怒りはよく自動思考や不合理な信条から生じるのだが、これが治療上の問題となる。患者の反応があまりにも速すぎるため、思考や信条を修正する時間がないことがあるのだ。ライト（Wright）、ディ（Day）、ハウエルズ（Howells）らは、この現象を「感情システムによる認知システムのハイジャック（hijacking of the cognitive system by the emotional system）」と呼んでいる。第2段階では、特定の状況における適切な反応としてリラクゼーション技法を教える。一般的なリラクゼーション技法は、呼吸を整えること、その場から物理的に立ち去ること等である。第3段階では、患者が将来、怒りを感じる状況に遭遇した際に学んだテクニックを用いることができるよう、実践の場としてロールプレイを行う。繰り返し練習した結果、学んだ有効テクニックを自動反応的に用いられるようになる。このような一般的な各段階を修正することにより、特殊プログラムを作成することも可能である。更に異なる心理学の分野では、上記3段階のプロセスは基本的に認知行動療法に基づいて修正される。集団精神療法、家族療法、リラクゼーション・オンリー療法などがそれぞれアンガーマネジメント・プログラムに幅広く適用され、効果を上げている。
リラクゼーション療法を用いると、行動に移そうという認識や動機を低下させ、リラクゼーションを通じて自分の怒りをより上手く制御できるようになる。この療法は、怒りの生理的、認知的、行動的、社会学的といった様々な局面に対して有効である。これらの局面が組み合わされてリラクゼーションが形づくられ、怒り治療に効果を発揮するからである 。マインドフルネス（気づき）療法テクニックは、患者に身体感覚と感情を受け入れる方法を教えるものである。マインドフルネス（気づき）は、瞑想により実践される伝統的な東洋の精神療法に基づくものである。マインドフルネス（気づき）は主に、「自己抑制」と「今この瞬間への適応」の2つで構成される。この療法テクニックは、瞑想を反映し、批判することなく今この瞬間を体験するという考え方に基づいている。実際には、患者は瞑想しながら注意深く呼吸し、座り、歩く。目的は、患者に「怒りという思想は、現実というよりも単なる思想にすぎない」と理解させることである。マインドフルネス（気づき）は、リラクゼーション・アプローチにおいて使用されるテクニックでもある。このテクニックにより、生理的興奮を鎮めることができるからだ。
論理情動療法（Rational Emotive Behavior Therapy）は、怒りとは「出来事そのものから生じるというよりも、患者の信念や感情から生じるもの」であると説明している。この療法のコンセプトは、患者が怒りを生じさせる不合理な思想を避け、出来事を合理的に解釈できるようにすることである。遅延反応テクニックは、患者が自分の怒りを行動に移す前に、自分は何に怒っているのかに気づかせるために使用される。このテクニックにより、患者は怒りを感じる状況を修正するための時間と、怒りに反応するまでの時間を得られるため、より合理的に思考できるようになる。更に、患者は反抑圧的な命令を避けられるようになり、怒りを避けることができるようになる。例えば患者が命令を受けた時に、「自分の基準に照らし合わせて行動すべきだ」と思えるようになる。研究により、患者がアンガーマネジメントについてより良く理解し、またそれが自分自身、および他者との関係にとってどう役立つかを理解すると、攻撃的な行動を起こす頻度が低下することが分かってきている。
怒りの治療の成功率を推定するのは困難である。「過剰かつ深刻な怒り」は、精神疾患診断統計マニュアルが認める障害ではないからだ。このマニュアルは、メンタルヘルス専門家の参照文献として使用されている。怒りの治療方法を比較する研究は複数存在しているが、これらの研究も正確な比較は方法論的に困難だと述べている。怒りの治療に関して非常に明確に立証されているのは、単独テクニックを用いるよりも複数のテクニックを併用したほうが上手くいくということだ 。単独テクニックを用いる治療として最も成功率が高いのは、リラクゼーション・アプローチである 。CBT療法に基づいたアンガーマネジメント療法は、多くのメタ分析によって評価されてきている。50の研究と1640名の被験者を分析した1998年のメタ分析は、治療を行わなかった場合とアンガーマネジメントによる介入を行った場合の差異を比較するため、怒りと攻撃性の測定を行った。治療を受けなかった個人と比較して、アンガーマネジメントの介入を受けた患者の改善確率は67％であったことが確認され、顕著な効果として結論づけられた。更に2009年のメタ分析では、96の研究を対象として精神治療比較が行われた。その結果、平均8回のセッションを受けた後に顕著な改善が確認され、怒りが減少すると結論づけられた 。全体的に見ると、アンガーマネジメント・プログラムを完遂すると、患者の行動に長期的な良い変化が見られるようである。介入が成功すると、外的に表現される攻撃性を減らすだけでなく、内的な怒りのレベルも減らすことができる。

### 6秒ルール
日本で有名なアンガーマネジメントの方法として、「怒りは6秒経てばピークを過ぎるので、6秒我慢すればよい」という「6秒ルール」がある。「6秒ルール」は、教育現場向け学校心理学の書籍でも度々紹介されている。日本アンガーマネジメント協会代表理事の安藤俊介も著書で取り上げている。生理学研究所名誉教授で脳科学者の柿木隆介もエビデンスに基づき容認している。一方で、「単に6秒待つだけでは不十分である」とする批判もある。「6秒ルール」は出所不明で、日本以外では有名でないとする指摘もある。

## 影響を受ける人々

### 成人
アンガーマネジメントを必要とする動機の一つは、キャリア関連である。アンガーマネジメントは、予防および修正の両面において、仕事で潜在的に怒りが誘発される局面に役立つ。一例としては精神疾病の部下をもつ管理者が挙げられる。日々のストレスに加え、管理しなければならない部下の仕事が遅かったり、全く進歩が見られなかったりする場合に強いフラストレーションを感じることがある。ジレンマを抱える管理者のためのスキル訓練は、このようなフラストレーションにポジティブに対処するために開発された。
またアンガーマネジメントは、警察にとっても有効である。警察と民間人の間に紛争が発生した場合でも、警察官の役割は民間人を保護することにある。アンガーマネジメントの目的は、警察が民間人との関係を否定的にとらえて無慈悲な行動に出るといったような事件を減らすことである 。この場合、アンガーマネジメントの内容は目的に合わせて修正され、紛争解決に焦点を当てた内容となったり、訓練に特殊な法執行のシナリオが加えられたりする。ノヴァコ（Novaco）はこういった必要性に気づいた人物である。彼が当初計画していた認知行動療法に基づいたアンガーマネジメントによる介入プランは、最終的には警察のための専門技術訓練となった。
結婚の破たんの危機にあるカップルも、パートナーの暴力に対処する方法を理解する必要がある。自分の怒りを制御する方法に関してより多くの知識をもつことで、他者との問題が生じた際もより良い心構えで臨むことができる。

### 子どもと思春期の青年
幼い子どもは、自分の感情を理解し、特定状況下でどう反応すべきかを理解すれば、適切に自分を表現できる可能性を高めることができる。2010年に「Journal of Applied School Psychology」に掲載された研究では、4年生の男子生徒4名の観察を行った。この子どもたちは、感情に対処する方法を学ぶクラスから怒りを減少させる戦略まで、様々な活動にスクール心理学者と一緒に参加した。その結果、活動に参加している途中からポジティブな修正効果が得られ、複数のロケーション（学校、家、その他）における怒りの表現が減ったことが確認された。
認知行動療法に基づいたアンガーマネジメント・プログラムは、子どもと思春期の青年向けに修正されてきた。若者向けCBTとしてよく用いられるのは、以下の3つである。1つ目は、生活スキルの向上（コミュニケーション、共感、適切な自己表現など）であり、怒りに適切に反応する方法を教えるためにモデリング（観察学習）を用いる。2つ目は、怒りの感情を認識し、リラックスすることに焦点を当てる効果的な教育である。3つ目は、怒る代わりに状況を把握し、原因と結果の見極め方を教えることによる問題解決である 。年齢と重要な要因の深刻度に応じ、これら3つの要素を教えるため、幅広いメソッドが適用される。幼い子どもたちには教育的ゲームや活動を通じ、より楽しい形でアンガーマネジメントを説明することにより、効果を高めることができるだろう。思春期の青年には、自然社会環境的な類似点を見出すことができる集団療法が効果的だろう。表現される怒りのレベルの深刻度に応じて、後のアンガーマネジメント・プログラムの内容が調整されることも多い。例えば、教室という状況設定において暴力行為が見受けられる場合は、スクールカウンセラーとのセッションを数回設ける等である。しかし、より深刻な少年犯罪などの場合は、法廷が少年更生施設でのアンガーマネジメント・セッションを命じる場合もある。
既存プログラムを評価し、より有効なプログラムを作成する目的で、子どもや思春期の青年に対するアンガーマネジメントの有効性の研究が行われた。40の研究に対するメタ分析が行われた結果、CBTを用いたアンガーマネジメント治療の全体的な効果値は0.67であることが分かった。このことから、アンガーマネジメントは問題となるレベルの怒りに対する適切なアプローチであることが示唆される。スキル向上（0.79）や問題解決（0.67）に関しても、情意教育（0.36）より高い有効性が確認された。これは、子どもには行動的側面を教えるほうが認識的側面を教えるより簡単だからではないかと考えられる。若年層を対象として早期介入を行う真の価値は、その予防的側面にある。人生の早い時期に負の行動を抑制することで、成人期により前向きな展望を持つことができると考えられる。

### 知的障害を持つ人々
知的障害者は、怒りの制御に苦労する場合がある。知的障害者の攻撃性に直面した治療者がよく用いるのは、以下の4種類の方法の組み合わせである。怒りを最小限に抑えるために下記のどの方法を用いるかは、状況設定や個人に応じて異なる。
1. 反応型戦略 - 確立されたプロトコルにより、明らかに攻撃的な行動の影響を最小限にする目的で用いる。例：激しい感情爆発が始まった患者を強制隔離する
2. 生態学的介入 - 環境を変えることにより攻撃レベルを軽減させ、落ち着かせる試み。例：苛立ちを鎮めるために周囲の騒音を減らす
3. 随伴性マネジメント - 強化と罰を組み合わせることにより、行動を修正することに焦点を当てる。例：行動に関するルールを強化するためにトークンエコノミー法（適切な反応に対する代用貨幣の報酬が得られる）を用いる
4. ポジティブ・プログラミング - 攻撃性に代わる反応としてポジティブな反応スキルを教える。例：CBTに基づくアンガー・マネジメント

アンガー・マネジメントは、知的障害者が攻撃行為や自傷行為を行った結果、向精神薬を処方されるような状況においても明らかに必要である。化学的抑制としての薬剤では、根本的な原因である攻撃性を修正することは出来ない。鎮静剤の使用方法としては、暴力行為の全体発生率を低下させるために、長期解決策であるスキル・トレーニングと併用するのがベストである。80の研究を精査したメタ分析では、行動的介入は行動を修正する上で一般に有効であることが確認された。更に、認知行動療法は素人のセラピストが行った場合にも有効性が確認されたことから、このようなアンガー・マネジメント・プログラムの実現可能性は更に高まった。
この人口群の大多数は、アンガー・マネジメントの問題を抱えていないと思われるが、研究では知的障害をもつアメリカ人の半数以上がある程度定期的に凶暴かつ攻撃的な行動をとることが分かっている。学習障害をもつ人々には、日々手助けをしてくれる人々に対してさえ怒りや攻撃性を示す傾向が見られる。知的障害をもつ成人は攻撃的な行動をとり、そのせいで病院に送られるリスクが高い。
「心の理論（"theory of the mind"）」を用いたアプローチには、アンガー・マネジメントの問題を抱える人々は精神的に不安定であるため、彼らの行動に対する非難を抑圧することが出来ない傾向があると述べられている。怒りの感情が爆発する主な理由のひとつは非難の外在化であり、暴力をふるいたいという急激な衝動によるものである。このような人々は、自分の行動の意味を良く理解すると共に、時には自分の問題を非難すべきなのだということも理解する必要がある。

### 凶暴な犯罪者
ある研究では、「self-report 20 classトレーニング・プログラム」を受け、現在は高度保安病院に収容されている犯罪者たちは非常に良い結果を得ていることが分かった。このプログラムを受けた結果、攻撃性が低下し、怒りへの反応が小さくなったことが確認された。しかし留意すべき点が2つあった。それは病院という背景と、研究者は患者が不安定になり激しい怒りを表明することを望んでいなかったという点である。
1979年から2010年に実施された研究に対して行われたメタ分析では、攻撃的な人格をもっていると判断された学童たちがいくつかのアンガー・マネジメント・クラスを受講していた。全体的な結果としては、クラスを受講した子どもたちはわずかな改善を示した（攻撃性の低下）。コースの目的は、子どもたちの負の感情を減らし、彼らの自制の手助けすることだった。総合的な結論は出せなかったが、研究者たちはアンガー・マネジメント・コースを受講した子どもは内なる怒りに対処する心構えが出来るため、行動に移すことが減ると述べている。

### 薬物乱用者
薬物乱用者もまた攻撃的行動をとるということを立証する統計データは存在しない。しかし、研究者たちはこの人口群の人々の疑わしい意思決定と典型的に不安定な精神状態の問題を研究する必要があると考えている。薬物乱用者は、アンガー・マネジメント療法を受けることで潜在的攻撃性を予防することが出来ると考えられる。

### 心的外傷後ストレス障害（PTSD）をもつ人々
この人口群には、アンガーマネジメントの問題に対処するためのCBTを幅広く適用することが有効である。退役軍人（n＝86）に関するある研究では、12回のトレーニング・セッションによって怒りの特性がわずかに減ると共に、怒りの表現も少し減少したことが確認された。この研究ではまた、戦争から帰還して反社会的人格となった彼らは社会から取り残される可能性があるため、適切なアンガーマネジメント・コースを見つけることが非常に重要であるとも述べられている。しかしこの研究では、PTSDをもつ退役軍人にCBTを用いたアンガーマネジメント・コースを強く勧めるだけの有意義な発見事項を十分に得ることはできなかった。

### 外傷性脳損傷をもつ人々
外傷性脳損傷（traumatic brain injury＝TBI）をもつ人々は、衝動的、攻撃的な危険行為を示す場合がある。「Brain Injury」（雑誌）に掲載されたある研究は、TBIをもつ人々への地域密着型治療は、そのような行為を防止するひとつの方法であると述べている。研究結果から、12週間のプログラム修了後に暴力の必要性が減ったことが示されたほか、治療後の一連のテストからは、怒りの行動をとる頻度が減ったことも自己申告により確認された。その他の特徴的な結果としては、怒りの感情を示す頻度、および怒りの感情を外に示す頻度が顕著に低下したこと、怒りの感情を制御できた頻度が顕著に増加したことなどが確認された。

## 関連人物

### セネカ（Seneca）
ローマの哲学者であるセネカは、怒り、および怒りの制御に関する研究を行った最初の人物の一人である。彼は紀元前4年－西暦65年の生涯にわたって怒りを研究し続け、その経験と観察結果に基づいて怒りの制御方法を形づくった。これがアンガーマネジメントの初期形態であるとみなされている。セネカは怒りを避けることの重要性、怒りの状態を脱する方法、そして他人の怒りに対処する方法を、著書『怒りについて』に記している。
セネカの後に現れたもう一人の理論家は、ローマ時代の医学者であるガレノスである。彼はアンガーマネジメントの分野において、セネカの業績を基に新たな考えを構築した。ガレノスは過剰な怒りに対処する手助けとなる師をもつことの重要性を強調している。

### ピーター・スターンズ（Peter Stearns）
ピーター・スターンズは、性別間の怒りの違いの研究において大きな功績を残した。スターンズは男女の怒りの経験には類似性があると結論付けた。それに対し、ジューン・クロフォード（June Crawford）は男女それぞれが怒りに対処する方法について、対立的な思想を見せた。彼女の研究では、男女は怒りを異なる方法で対処すると結論付けられている。

### レイモンド・ノヴァコ（Raymond Novaco）
1970年代におけるレイモンド・ノヴァコの業績は、アンガーマネジメントの近代思想に大きな影響を与えている。彼の思想に基づき、様々なアンガーマネジメント・プログラムが実施されるようになった。ノヴァコは主に、怒りを制御する上で重要なのは怒りが生じる原因となった状況を確認することだと考えた。彼は、怒りとは状況に対する感情的反応であると述べた。ノヴァコは、怒りは認知、身体的影響、行動という3形態のいずれかによって引き起こされるものであり、怒りに気づいた後は、怒りを解放するために議論と自己分析を行うべきだと述べた。このプロセスは、患者が怒りが引き起こされる状況を特定し、怒りの発生段階に応じて対処するのに役立つと考えられた。患者は、怒りが大きくなる前に様々なリラクゼーション・スキルを用いて怒りを鎮めることが可能となる。

## メリット
アンガーマネジメントを学ぶメリットは、怒りと激しい爆発を減らすことができる点にある。高い攻撃性のせいで以前は緊迫していた対人関係を改善できる可能性があるほか、職業的には職場の対人関係を改善できるため、キャリアにとっても有益であり、より高い満足感が得られる。法的には、命令の有無に関わらずアンガーマネジメント・プログラムに継続的に参加することは誠意の証であると受け止められる。刑務所に収容された場合、アンガーマネジメント・クラスで正しい行動を学ぶことにより、より早期に仮釈放を得ることができる可能性がある。感情的見地からは、内的な怒りレベルを引き下げることによりストレスが軽減され、結果的に幸福度全体が向上する。
医学的見地からは、気持ちがポジティブになり、行動変化が得られることによって身体的な病気も改善される。どのようなアンガーマネジメントを行っているか、また怒りのレベルがどのぐらいかということと、急性・慢性の痛みに対する敏感性の間には関連性が見られる 。血圧も怒りの影響を受ける生理現象のひとつであり、怒りのレベルが上がると血圧も上がる。健康全体に血圧が影響することは、高血圧になると心血管疾患のリスクが増すことからも明らかである。免疫系の機能が向上すると、結果的にリラクゼーション・レベルも向上することが分かっている 。アンガーマネジメントの成功は、むこうみずな振る舞いや激しい口論の減少につながり、全体的な結果として寿命が延びることにもつながる。

## 障害
アンガーマネジメントによる介入の成功率を引き下げる要因は数多く存在する。そのひとつが動機レベルの低さである。心構えの低さはアンガーマネジメントの有効性にとって障害となる。出席率が低下し、治療同盟（患者と治療者の関係）にも悪影響が出る。アンガーマネジメント・プログラムへの自発的な参加者に比べ、強制による参加者（例えば法廷の命令によるセッションなど）の場合は動機レベルが低い。刑務所に収容された人々に関する研究では、心構えと改善度合に相関関係があることが確認されている。
更に、怒りを社会的構成概念の一要素であると考えた場合、文化間のコミュニケーションの難しさが別の障害となる 。その怒りが適切な表現とみなされるかどうかは、文化によって異なる。従って、患者とセラピストのミスマッチにのせいでプログラムの最終目標に関する誤解が生じることもある。例えば、患者は身体的暴力を減らしたいだけなのに、セラピストは言葉と身体の両方の爆発を減らそうとするような場合である。性別による怒りの表現の許容度の違いもまた社会基準に影響を与える場合がある。男性の激しい爆発に対する許容度は女性よりも高いため、男女の激しい爆発レベルは同じであっても異なる解釈を受けることが多い。
医療保険に加入していない場合は、アンガーマネジメントを受ける費用も大きな障害になり得る。アンガーマネジメントに必要な時間はプログラムによって異なる。週1時間のセッションを8~12回受けるのが普通だが、1日の集中セッションなど、多様なプログラムが存在している。費用は一般的なセラピーの場合で1セッションあたり90〜120ドルだが、専門的な指導の費用はそれよりも遥かに高額である。地方でのアンガーマネジメント・プログラムの実施状況も、より僻地になるほど問題が生じる可能性があるし、更に旅費も必要である。しかし、オンライン・オプションによって直接介入を受けるのと同じ形で治療を受け、同様の結果を得ることができる。